# ウリセス・セグラ
ウリセス・セグラ（Ulises Segura、1993年6月23日 - ）は、コスタリカ出身の同国代表サッカー選手。ポジションはMF。

## クラブ経歴
デポルティーボ・サプリサでは最初のシーズンを含め、3度のリーグ優勝を果たした。サプリサでは全公式戦合計で出場126試合、15ゴール・6アシストを記録した。
2014年から2015年まではCSウルグアイ・デ・コロナドにレンタル移籍した。通算成績は出場39試合で3ゴール・1アシスト。
2017年12月21日、メジャーリーグサッカーのD.C. ユナイテッドに移籍。2018年4月15日のコロンバス・クルー戦で、試合開始わずか50秒で加入後初ゴールを決めた。このゴールはクラブ史上3番目に速いゴールとなった。 2018年シーズンは23試合に出場し1ゴールを記録した。2019年シーズンは33試合に出場し、3ゴール・2アシストを挙げた。

## 代表歴
2017年1月15日、コパ・セントロアメリカーナのベリーズ代表戦でコスタリカ代表デビューを果たした。

## タイトル

### クラブ
デポルティーボ・サプリサ
- リーガFPD (3): 2013–14, 2015–16, 2016–17